# Жуков, Антон Анатольевич
Анто́н Анато́льевич Жу́ков (8 июля 1982 год, Тихвин, Ленинградская область, СССР) — российский футболист, защитник.

## Карьера
Футболом начал заниматься в восьмилетнем возрасте в городе Тихвине Ленинградской области. Первый тренер — Вадим Давыдов. В 14 летнем возрасте переехал в СДЮСШОР «Зенит», в Санкт-Петербурге занимался у Сергея Романова под присмотром Владимира Казачёнка, который впоследствии занимался с Жуковым индивидуально. По окончании футбольной школы в 1998 году начал выступать за «Светогорец», который выступал в чемпионате Ленинградской области. В 2001 году команда получила профессиональный статус, Жуков отыграл два года во втором дивизионе. В 2003 году ему поступило приглашение от Олега Долматова в «Динамо» СПб. По окончании сезона 2003 «Динамо» было расформировано, а Жуков перешёл в «Луч-Энергию» Владивосток. В первом круге сезона-2004 получил серьёзную травму колена и до окончания первенства восстанавливался. В 2005 году по приглашению Дмитрия Галямина перешёл в «Анжи», в сезоне-2006 являлся капитаном команды. В 2007 году отправился в екатеринбургский «Урал», где тренером работал Александру Побегалову, провёл 8 матчей и по ходу сезона был отдан в аренду в саранскую «Мордовию». Сезон 2008 года отыграл в «Динамо-Воронеж». В 2009 году Казачёнок позвал Жукова в команду второго дивизиона «Смена-Зенит», в декабре того же года собранием Совета директоров было принято решение расформировать команду. Жуков мог вновь оказаться в петербургском «Динамо», ездил на сборы с белорусским «Нафтаном», но из-за лимита на легионеров в чемпионате Белоруссии контракт не был подписан. В 2010 году перебрался в липецкий «Металлург». В апреле 2011 года стал капитаном команды. Зимой 2012 года завершил карьеру.

## Личная жизнь
Дочь Алиса 2005 года рождения, сын Савелий от второго брака.